# Interlands Malinees voetbalelftal 2010-2019
Deze pagina toont een chronologisch en gedetailleerd overzicht van de interlands die het Malinees voetbalelftal speelt en heeft gespeeld in de periode 2010 – 2019. In dit decennium nam Mali vooralsnog deel aan alle edities van het Afrikaans kampioenschap voetbal en bereikte de halve finale in 2012. Mali wist zich nog niet te plaatsen voor het wereldkampioenschap voetbal.

## Interlands

### 2010
|                                                                 |       |       |      |                               |
| 2 januari Qatarkampioenschap № 432 «onderlinge duels» 15:00 uur | Qatar | 0 – 0 | Mali | Suheim Bin Hamadstadion, Doha |
| 2 januari Qatarkampioenschap № 432 «onderlinge duels» 15:00 uur |       |       |      | Suheim Bin Hamadstadion, Doha |

|                                                                |                  |       |      |                         |
| 4 januari Vriendschappelijk № 433 «onderlinge duels» 19:00 uur | Egypte           | 1 – 0 | Mali | Al-Rashidstadion, Dubai |
| 4 januari Vriendschappelijk № 433 «onderlinge duels» 19:00 uur | Mohamed Nagy 65' |       |      | Al-Rashidstadion, Dubai |

| Afrikaans kampioenschap voetbal 2010 |
| ------------------------------------ |

|                                                                               |                                                                                       |       |                                                                                  |                                                                                              |
| 11 januari Afrikaans kampioenschap Groep A № 434 «onderlinge duels» 19:00 uur | Angola                                                                                | 4 – 4 | Mali                                                                             | Estádio 11 de Novembro, Luanda Toeschouwers: 45.000 Scheidsrechter: Essam Abd El Fatah (EGY) |
| 11 januari Afrikaans kampioenschap Groep A № 434 «onderlinge duels» 19:00 uur | Flávio Amado 36' Flávio Amado 42' Sebastião Gilberto 67' (pen.) Manucho Gonçalves 73' |       | 79' Seydou Keita 88' Frederic Kanouté 90+3' Seydou Keita 90+4' Mustapha Yatabaré | Estádio 11 de Novembro, Luanda Toeschouwers: 45.000 Scheidsrechter: Essam Abd El Fatah (EGY) |

|                                                                               |      |                    |          |                                                                                          |
| 14 januari Afrikaans kampioenschap Groep A № 435 «onderlinge duels» 17:00 uur | Mali | 0 – 1              | Algerije | Estádio 11 de Novembro, Luanda Toeschouwers: 4.000 Scheidsrechter: Muhmed Ssegonga (UGA) |
| 14 januari Afrikaans kampioenschap Groep A № 435 «onderlinge duels» 17:00 uur |      | 43' Rafik Halliche |          | Estádio 11 de Novembro, Luanda Toeschouwers: 4.000 Scheidsrechter: Muhmed Ssegonga (UGA) |

|                                                                               |                                                          |       |                        |                                                                                               |
| 18 januari Afrikaans kampioenschap Groep A № 436 «onderlinge duels» 16:00 uur | Mali                                                     | 3 – 1 | Malawi                 | Chimandelastadion, Cabinda Toeschouwers: 15.000 Scheidsrechter: Rajindraparsad Seechurn (MRI) |
| 18 januari Afrikaans kampioenschap Groep A № 436 «onderlinge duels» 16:00 uur | Frederic Kanouté 1' Seydou Keita 2' Mamadou Bagayoko 85' |       | 58' Russell Mwafulirwa | Chimandelastadion, Cabinda Toeschouwers: 15.000 Scheidsrechter: Rajindraparsad Seechurn (MRI) |

|  |  |  |  |  |  |  |  |  |

|                                                              |                                                              |       |                      |                         |
| 3 maart Vriendschappelijk № 437 «onderlinge duels» 18:30 uur | Libië                                                        | 2 – 1 | Mali                 | 11 Junistadion, Tripoli |
| 3 maart Vriendschappelijk № 437 «onderlinge duels» 18:30 uur | Muhammad Al-Maghrabi 35' (pen.) Khalid Al-Deelawi 80' (pen.) |       | 15' Bakary Coulibaly | 11 Junistadion, Tripoli |

|                                                                  |      |                                      |        |                                |
| 11 augustus Vriendschappelijk № 438 «onderlinge duels» 18:00 uur | Mali | 0 – 2                                | Guinee | Stade Saint-Exupéry, Marignane |
| 11 augustus Vriendschappelijk № 438 «onderlinge duels» 18:00 uur |      | 34' Kamil Zayatte 52' Kévin Constant |        | Stade Saint-Exupéry, Marignane |

|                                                                             |                     |       |      |                                                                                    |
| 4 september Kwalificatie AK 2012 Groep A № 439 «onderlinge duels» 16:00 uur | Kaapverdië          | 1 – 0 | Mali | Estádio da Várzea, Praia Toeschouwers: 5.000 Scheidsrechter: Mohamed Benouza (ALG) |
| 4 september Kwalificatie AK 2012 Groep A № 439 «onderlinge duels» 16:00 uur | Fernando Varela 44' |       |      | Estádio da Várzea, Praia Toeschouwers: 5.000 Scheidsrechter: Mohamed Benouza (ALG) |

|                                                                           |                                        |       |                |                                                                                   |
| 9 oktober Kwalificatie AK 2012 Groep A № 440 «onderlinge duels» 20:00 uur | Mali                                   | 2 – 1 | Liberia        | Estádio da Várzea, Praia Toeschouwers: 35.000 Scheidsrechter: Kokou Djaoupe (TOG) |
| 9 oktober Kwalificatie AK 2012 Groep A № 440 «onderlinge duels» 20:00 uur | Abdou Traoré 2' Ben Teekloh 51' (e.d.) |       | 30' Theo Weeks | Estádio da Várzea, Praia Toeschouwers: 35.000 Scheidsrechter: Kokou Djaoupe (TOG) |

|                                                                  |                                                             |       |                |                                               |
| 17 november Vriendschappelijk № 441 «onderlinge duels» 18:00 uur | Mali                                                        | 3 – 1 | Congo-Kinshasa | Stade Roger Rochard, Évreux Toeschouwers: 130 |
| 17 november Vriendschappelijk № 441 «onderlinge duels» 18:00 uur | Modibo Maïga 49' Abdou Traoré 54' Ténéma N'Diaye 74' (pen.) |       | 16' Yves Diba  | Stade Roger Rochard, Évreux Toeschouwers: 130 |

### 2011
|                                                                 |                    |       |      |                                                           |
| 8 februari Vriendschappelijk № 442 «onderlinge duels» 19:00 uur | Ivoorkust          | 1 – 0 | Mali | Stade Félix Houphouët-Boigny, Abidjan Toeschouwers: 8.500 |
| 8 februari Vriendschappelijk № 442 «onderlinge duels» 19:00 uur | Didier Ya Konan 2' |       |      | Stade Félix Houphouët-Boigny, Abidjan Toeschouwers: 8.500 |

|                                                                          |                    |       |          |                                                                                    |
| 26 maart Kwalificatie AK 2012 Groep A № 443 «onderlinge duels» 19:00 uur | Mali               | 1 – 0 | Zimbabwe | Stade du 26 mars, Bamako Toeschouwers: 30.000 Scheidsrechter: Bakary Gassama (GAM) |
| 26 maart Kwalificatie AK 2012 Groep A № 443 «onderlinge duels» 19:00 uur | Cheick Diabaté 22' |       |          | Stade du 26 mars, Bamako Toeschouwers: 30.000 Scheidsrechter: Bakary Gassama (GAM) |

|                                                                        |                                                    |       |                     |                                                                                 |
| 5 juni Kwalificatie AK 2012 Groep A № 444 «onderlinge duels» 15:00 uur | Zimbabwe                                           | 2 – 1 | Mali                | Rufarostadion, Harare Toeschouwers: 35.000 Scheidsrechter: Daniel Bennett (RSA) |
| 5 juni Kwalificatie AK 2012 Groep A № 444 «onderlinge duels» 15:00 uur | Knowledge Musona 45' Knowledge Musona 90+2' (pen.) |       | 50' Mahamane Traoré | Rufarostadion, Harare Toeschouwers: 35.000 Scheidsrechter: Daniel Bennett (RSA) |

|                                                                  |                                                                          |       |                                     |                                                                           |
| 10 augustus Vriendschappelijk № 445 «onderlinge duels» 21:00 uur | Tunesië                                                                  | 4 – 2 | Mali                                | Mustapha Ben Jannetstadion, Monastir Scheidsrechter: Yakhouba Keita (GUI) |
| 10 augustus Vriendschappelijk № 445 «onderlinge duels» 21:00 uur | Sami Allagui 19' Ammar Jemal 28' (pen.) Sami Allagui 52' Issam Jemâa 83' |       | 45' Modibo Maïga 56' Cheick Diabaté | Mustapha Ben Jannetstadion, Monastir Scheidsrechter: Yakhouba Keita (GUI) |

|                                                                             |                                                           |       |            |                                                                                   |
| 3 september Kwalificatie AK 2012 Groep A № 446 «onderlinge duels» 20:00 uur | Mali                                                      | 3 – 0 | Kaapverdië | Stade du 26 mars, Bamako Toeschouwers: 25.000 Scheidsrechter: Badara Diatta (SEN) |
| 3 september Kwalificatie AK 2012 Groep A № 446 «onderlinge duels» 20:00 uur | Cheick Diabaté 27' Cheick Diabaté 29' Mahamane Traoré 58' |       |            | Stade du 26 mars, Bamako Toeschouwers: 25.000 Scheidsrechter: Badara Diatta (SEN) |

|                                                                           |                                     |       |                                     |                                                                                             |
| 8 oktober Kwalificatie AK 2012 Groep A № 447 «onderlinge duels» 15:00 uur | Liberia                             | 2 – 2 | Mali                                | Samuel Doe Sports Complex, Monrovia Toeschouwers: 25.000 Scheidsrechter: Adam Cordier (CHA) |
| 8 oktober Kwalificatie AK 2012 Groep A № 447 «onderlinge duels» 15:00 uur | Dioh Williams 2' Patrick Wleh 90+2' |       | 16' Cheick Diabaté 87' Cédric Kanté | Samuel Doe Sports Complex, Monrovia Toeschouwers: 25.000 Scheidsrechter: Adam Cordier (CHA) |

|                                                                  |                           |       |                  |                                                        |
| 11 november Vriendschappelijk № 448 «onderlinge duels» 16:00 uur | Burkina Faso              | 1 – 1 | Mali             | Stade Municipal Saint-Leu-la-Forêt, Saint-Leu-la-Forêt |
| 11 november Vriendschappelijk № 448 «onderlinge duels» 16:00 uur | Aristide Bancé 55' (pen.) |       | 47' Seydou Keita | Stade Municipal Saint-Leu-la-Forêt, Saint-Leu-la-Forêt |

### 2012
| Afrikaans kampioenschap voetbal 2012 |
| ------------------------------------ |

|                                                                               |                   |       |        |                                                                                          |
| 24 januari Afrikaans kampioenschap Groep D № 449 «onderlinge duels» 19:00 uur | Mali              | 1 – 0 | Guinee | Stade de Franceville, Franceville Toeschouwers: 10.000 Scheidsrechter: Slim Jedidi (TUN) |
| 24 januari Afrikaans kampioenschap Groep D № 449 «onderlinge duels» 19:00 uur | Bakaye Traoré 30' |       |        | Stade de Franceville, Franceville Toeschouwers: 10.000 Scheidsrechter: Slim Jedidi (TUN) |

|                                                                               |                                 |       |      |                                                                                             |
| 28 januari Afrikaans kampioenschap Groep D № 450 «onderlinge duels» 19:00 uur | Ghana                           | 2 – 0 | Mali | Stade de Franceville, Franceville Toeschouwers: 7.000 Scheidsrechter: Djamel Haimoudi (ALG) |
| 28 januari Afrikaans kampioenschap Groep D № 450 «onderlinge duels» 19:00 uur | Asamoah Gyan 63' André Ayew 76' |       |      | Stade de Franceville, Franceville Toeschouwers: 7.000 Scheidsrechter: Djamel Haimoudi (ALG) |

|                                                                               |                      |       |                                    |                                                                                             |
| 1 februari Afrikaans kampioenschap Groep D № 451 «onderlinge duels» 18:00 uur | Botswana             | 1 – 2 | Mali                               | Stade d'Angondjé, Libreville Toeschouwers: 20.000 Scheidsrechter: Khalid Abdel Rahman (SUD) |
| 1 februari Afrikaans kampioenschap Groep D № 451 «onderlinge duels» 18:00 uur | Mogakolodi Ngele 51' |       | 57' Garra Dembélé 75' Seydou Keita | Stade d'Angondjé, Libreville Toeschouwers: 20.000 Scheidsrechter: Khalid Abdel Rahman (SUD) |

|                                                                                   | |              |                                                                          |                                                                                         |
| 5 februari Afrikaans kampioenschap Kwartfinale № 452 «onderlinge duels» 17:00 uur | Gabon                                                                                                | 1 – 1 (n.v.) | Mali                                                                     | Stade d'Angondjé, Libreville Toeschouwers: 30.000 Scheidsrechter: Djamel Haimoudi (ALG) |
| 5 februari Afrikaans kampioenschap Kwartfinale № 452 «onderlinge duels» 17:00 uur | Éric Mouloungui 55'                                                                                  |              | 83' Cheick Diabaté                                                       | Stade d'Angondjé, Libreville Toeschouwers: 30.000 Scheidsrechter: Djamel Haimoudi (ALG) |
| 5 februari Afrikaans kampioenschap Kwartfinale № 452 «onderlinge duels» 17:00 uur | Strafschoppen                                                                                        |              |                                                                          | Stade d'Angondjé, Libreville Toeschouwers: 30.000 Scheidsrechter: Djamel Haimoudi (ALG) |
| 5 februari Afrikaans kampioenschap Kwartfinale № 452 «onderlinge duels» 17:00 uur | André Biyogo Poko Bruno Zita Mbanangoyé Eric Mouloungui Pierre-Emerick Aubameyang Bruno Ecuele Manga | 4 – 5        | Cheick Diabaté Mustapha Yatabaré Cédric Kanté Bakaye Traoré Seydou Keita | Stade d'Angondjé, Libreville Toeschouwers: 30.000 Scheidsrechter: Djamel Haimoudi (ALG) |

|                                                                                    |      |              |           |                                                                                        |
| 8 februari Afrikaans kampioenschap Halve finale № 453 «onderlinge duels» 19:00 uur | Mali | 0 – 1        | Ivoorkust | Stade d'Angondjé, Libreville Toeschouwers: 32.000 Scheidsrechter: Daniel Bennett (RSA) |
| 8 februari Afrikaans kampioenschap Halve finale № 453 «onderlinge duels» 19:00 uur |      | 45' Gervinho |           | Stade d'Angondjé, Libreville Toeschouwers: 32.000 Scheidsrechter: Daniel Bennett (RSA) |

|                                                                                     |       |                                       |      |                                                                                         |
| 11 februari Afrikaans kampioenschap Troostfinale № 454 «onderlinge duels» 19:00 uur | Ghana | 0 – 2                                 | Mali | Nuevo Estadio de Malabo, Malabo Toeschouwers: 15.000 Scheidsrechter: Gehad Grisha (EGY) |
| 11 februari Afrikaans kampioenschap Troostfinale № 454 «onderlinge duels» 19:00 uur |       | 23' Cheick Diabaté 80' Cheick Diabaté |      | Nuevo Estadio de Malabo, Malabo Toeschouwers: 15.000 Scheidsrechter: Gehad Grisha (EGY) |

|  |  |  |  |  |  |  |  |  |

|                                                             |                                      |       |                         | |
| 27 mei Vriendschappelijk № 455 «onderlinge duels» 18:00 uur | Ivoorkust                            | 2 – 1 | Mali                    | Stade Municipal Saint-Leu-la-Forêt, Saint-Leu-la-Forêt Toeschouwers: 15.000 Scheidsrechter: Gehad Grisha (EGY) |
| 27 mei Vriendschappelijk № 455 «onderlinge duels» 18:00 uur | Seydou Doumbia 22' Wilfried Bony 57' |       | 73' (pen.) Seydou Keita | Stade Municipal Saint-Leu-la-Forêt, Saint-Leu-la-Forêt Toeschouwers: 15.000 Scheidsrechter: Gehad Grisha (EGY) |

|                                                                        |                      |       |      |                                                                                     |
| 3 juni Kwalificatie WK 2014 Groep H № 456 «onderlinge duels» 16:00 uur | Benin                | 1 – 0 | Mali | Stade de l'Amitié, Cotonou Toeschouwers: 20.000 Scheidsrechter: Janny Sikazwe (ZAM) |
| 3 juni Kwalificatie WK 2014 Groep H № 456 «onderlinge duels» 16:00 uur | Razak Omotoyossi 18' |       |      | Stade de l'Amitié, Cotonou Toeschouwers: 20.000 Scheidsrechter: Janny Sikazwe (ZAM) |

|                                                                         |                                        |       |                  |                                                                                       |
| 10 juni Kwalificatie WK 2014 Groep H № 457 «onderlinge duels» 20:00 uur | Mali                                   | 2 – 1 | Algerije         | Stade du 4 Août, Ouagadougou Toeschouwers: 5.847 Scheidsrechter: Daniel Bennett (RSA) |
| 10 juni Kwalificatie WK 2014 Groep H № 457 «onderlinge duels» 20:00 uur | Mahamadou N'Diaye 30' Modibo Maïga 81' |       | 6' Islam Slimani | Stade du 4 Août, Ouagadougou Toeschouwers: 5.847 Scheidsrechter: Daniel Bennett (RSA) |

|                                                                                  |                                                                  |       |          |                                                            |
| 8 september Kwalificatie AK 2013 Tweede ronde № 458 «onderlinge duels» 18:00 uur | Mali                                                             | 3 – 0 | Botswana | Stade du 26 mars, Bamako Scheidsrechter: Slim Jedidi (TUN) |
| 8 september Kwalificatie AK 2013 Tweede ronde № 458 «onderlinge duels» 18:00 uur | Cheick Diabaté 24' Mahamadou N'Diaye 52' (pen.) Modibo Maïga 61' |       |          | Stade du 26 mars, Bamako Scheidsrechter: Slim Jedidi (TUN) |

|                                                                                 |                    |       |                                                                              |                                                               |
| 13 oktober Kwalificatie AK 2013 Tweede ronde № 459 «onderlinge duels» 15:00 uur | Botswana           | 1 – 4 | Mali                                                                         | Lobatsestadion, Lobatse Scheidsrechter: Sylvester Kirwa (KEN) |
| 13 oktober Kwalificatie AK 2013 Tweede ronde № 459 «onderlinge duels» 15:00 uur | Tebogo Sembowa 88' |       | 29' Cheick Diabaté 55' Modibo Maïga 70' Mahamadou Samassa 79' Kalilou Traoré | Lobatsestadion, Lobatse Scheidsrechter: Sylvester Kirwa (KEN) |

### 2013
| Afrikaans kampioenschap voetbal 2013 |
| ------------------------------------ |

|                                                                               |                  |       |       |                                                                                                  |
| 20 januari Afrikaans kampioenschap Groep B № 460 «onderlinge duels» 18:00 uur | Mali             | 1 – 0 | Niger | Nelson Mandelabaaistadion, Port Elizabeth Toeschouwers: 20.000 Scheidsrechter: Slim Jedidi (TUN) |
| 20 januari Afrikaans kampioenschap Groep B № 460 «onderlinge duels» 18:00 uur | Seydou Keita 84' |       |       | Nelson Mandelabaaistadion, Port Elizabeth Toeschouwers: 20.000 Scheidsrechter: Slim Jedidi (TUN) |

|                                                                               |                           |       |      | |
| 24 januari Afrikaans kampioenschap Groep B № 461 «onderlinge duels» 15:00 uur | Ghana                     | 1 – 0 | Mali | Nelson Mandelabaaistadion, Port Elizabeth Toeschouwers: 8.000 Scheidsrechter: Noumandiez Doué (CIV) |
| 24 januari Afrikaans kampioenschap Groep B № 461 «onderlinge duels» 15:00 uur | Mubarak Wakaso 37' (pen.) |       |      | Nelson Mandelabaaistadion, Port Elizabeth Toeschouwers: 8.000 Scheidsrechter: Noumandiez Doué (CIV) |

|                                                                               |                             |       |                     |                                                                                        |
| 28 januari Afrikaans kampioenschap Groep B № 462 «onderlinge duels» 19:00 uur | Congo-Kinshasa              | 1 – 1 | Mali                | Moses Mabhidastadion, Durban Toeschouwers: 8.000 Scheidsrechter: Djamel Haimoudi (ALG) |
| 28 januari Afrikaans kampioenschap Groep B № 462 «onderlinge duels» 19:00 uur | Dieumerci Mbokani 3' (pen.) |       | 15' Mamadou Samassa | Moses Mabhidastadion, Durban Toeschouwers: 8.000 Scheidsrechter: Djamel Haimoudi (ALG) |

|                                                                                   |                                                                |              |                                               |                                                                                     |
| 27 januari Afrikaans kampioenschap Kwartfinale № 463 «onderlinge duels» 20:30 uur | Zuid-Afrika                                                    | 1 – 1 (n.v.) | Mali                                          | Moses Mabhidastadion, Durban Toeschouwers: 45.000 Scheidsrechter: Sidi Alioum (CMR) |
| 27 januari Afrikaans kampioenschap Kwartfinale № 463 «onderlinge duels» 20:30 uur | Tokelo Rantie 31'                                              |              | 58' Seydou Keita                              | Moses Mabhidastadion, Durban Toeschouwers: 45.000 Scheidsrechter: Sidi Alioum (CMR) |
| 27 januari Afrikaans kampioenschap Kwartfinale № 463 «onderlinge duels» 20:30 uur | Strafschoppen                                                  |              |                                               | Moses Mabhidastadion, Durban Toeschouwers: 45.000 Scheidsrechter: Sidi Alioum (CMR) |
| 27 januari Afrikaans kampioenschap Kwartfinale № 463 «onderlinge duels» 20:30 uur | Siphiwe Tshabalala Dean Furman May Mahlangu Lehlohonolo Majoro | 1 – 3        | Cheick Diabaté Adama Tamboura Mahamane Traoré | Moses Mabhidastadion, Durban Toeschouwers: 45.000 Scheidsrechter: Sidi Alioum (CMR) |

|                                                                                    |                             |       |                                                                               |                                                                                        |
| 6 februari Afrikaans kampioenschap Halve finale № 464 «onderlinge duels» 15:00 uur | Mali                        | 1 – 4 | Nigeria                                                                       | Moses Mabhidastadion, Durban Toeschouwers: 54.000 Scheidsrechter: Bakary Gassama (GAM) |
| 6 februari Afrikaans kampioenschap Halve finale № 464 «onderlinge duels» 15:00 uur | Cheick Fantamady Diarra 75' |       | 25' Uwa Elderson Echiéjilé 30'Brown Ideye 44' Emmanuel Emenike 60' Ahmed Musa | Moses Mabhidastadion, Durban Toeschouwers: 54.000 Scheidsrechter: Bakary Gassama (GAM) |

|                                                                                    |                    |       |                                                            | |
| 9 februari Afrikaans kampioenschap Troostfinale № 465 «onderlinge duels» 18:00 uur | Ghana              | 1 – 3 | Mali                                                       | Nelson Mandelabaaistadion, Port Elizabeth Toeschouwers: 6.000 Scheidsrechter: Eric Otogo-Castane (GAB) |
| 9 februari Afrikaans kampioenschap Troostfinale № 465 «onderlinge duels» 18:00 uur | Kwadwo Asamoah 82' |       | 21' Mamadou Samassa 48' Seydou Keita 90+4' Sigamary Diarra | Nelson Mandelabaaistadion, Port Elizabeth Toeschouwers: 6.000 Scheidsrechter: Eric Otogo-Castane (GAB) |

|  |  |  |  |  |  |  |  |  |

|                                                                          |                  |       |                                        |                                                                                       |
| 24 maart Kwalificatie WK 2014 Groep H № 466 «onderlinge duels» 14:30 uur | Rwanda           | 1 – 2 | Mali                                   | Amahorostadion, Kigali Toeschouwers: 10.000 Scheidsrechter: Hamada Nampiandraza (MAD) |
| 24 maart Kwalificatie WK 2014 Groep H № 466 «onderlinge duels» 14:30 uur | Medie Kagere 36' |       | 49' Mahamadou Samassa 54' Abdou Traore | Amahorostadion, Kigali Toeschouwers: 10.000 Scheidsrechter: Hamada Nampiandraza (MAD) |

|                                                                         |                                                 |       |                                            |                                                                                        |
| 16 juni Kwalificatie WK 2014 Groep H № 467 «onderlinge duels» 18:00 uur | Mali                                            | 2 – 2 | Benin                                      | Stade du 26 mars, Bamako Toeschouwers: 30.000 Scheidsrechter: Bouchaïb El Ahrach (MAR) |
| 16 juni Kwalificatie WK 2014 Groep H № 467 «onderlinge duels» 18:00 uur | Mahamadou Samassa 15' (pen.) Cheick Diabaté 69' |       | 8' Stéphane Sessègnon 32' Razak Omotoyossi | Stade du 26 mars, Bamako Toeschouwers: 30.000 Scheidsrechter: Bouchaïb El Ahrach (MAR) |

|                                                                  |                                                          |       |        |                                                                   |
| 6 juli Kwalificatie CHAN 2014 № 468 «onderlinge duels» 18:00 uur | Mali                                                     | 3 – 1 | Guinee | Stade Modibo Kéïta, Bamako Scheidsrechter: Juste Ephrem Zio (BUR) |
| 6 juli Kwalificatie CHAN 2014 № 468 «onderlinge duels» 18:00 uur | Moussa Koné 22' Mahamadou Doumbia 68' Idrissa Traoré 73' |       |        | Stade Modibo Kéïta, Bamako Scheidsrechter: Juste Ephrem Zio (BUR) |

|                                                                   |                     |       |      |                                                                        |
| 28 juli Kwalificatie CHAN 2014 № 469 «onderlinge duels» 16:30 uur | Guinee              | 1 – 0 | Mali | Stade du 28 Septembre, Conakry Scheidsrechter: Mehdi Abid Charef (ALG) |
| 28 juli Kwalificatie CHAN 2014 № 469 «onderlinge duels» 16:30 uur | Ibrahima Camara 62' |       |      | Stade du 28 Septembre, Conakry Scheidsrechter: Mehdi Abid Charef (ALG) |

|                                                                  |                        |       |      |                                                 |
| 27 augustus Vriendschappelijk № 470 «onderlinge duels» 18:00 uur | Libië                  | 1 – 0 | Mali | Terrain El Mouradi Hammam Bourguiba, Aïn Draham |
| 27 augustus Vriendschappelijk № 470 «onderlinge duels» 18:00 uur | Mohamed Al-Ghanodi 44' |       |      | Terrain El Mouradi Hammam Bourguiba, Aïn Draham |

|                                                                              |                     |       |      |                                                                                             |
| 10 september Kwalificatie WK 2014 Groep H № 471 «onderlinge duels» 20:30 uur | Algerije            | 1 – 0 | Mali | Stade Mustapha Tchaker, Blida Toeschouwers: 23.500 Scheidsrechter: Eric Otogo-Castane (GAB) |
| 10 september Kwalificatie WK 2014 Groep H № 471 «onderlinge duels» 20:30 uur | El Arbi Soudani 51' |       |      | Stade Mustapha Tchaker, Blida Toeschouwers: 23.500 Scheidsrechter: Eric Otogo-Castane (GAB) |

|                                                                 |                                                            |       |                  |                                                                                          |
| 15 oktober Vriendschappelijk № 472 «onderlinge duels» 21:00 uur | Zuid-Korea                                                 | 3 – 1 | Mali             | Seoul World Cupstadion, Seoel Toeschouwers: 65.300 Scheidsrechter: Ravshan Irmatov (UZB) |
| 15 oktober Vriendschappelijk № 472 «onderlinge duels» 21:00 uur | Koo Ja-cheol 38' (pen.) Son Heung-min 46' Kim Bo-kyung 57' |       | 26' Modibo Maïga | Seoul World Cupstadion, Seoel Toeschouwers: 65.300 Scheidsrechter: Ravshan Irmatov (UZB) |

### 2014
| African Championship of Nations 2014 |
| ------------------------------------ |

|                                                                                       |                                        |       |                 |                                                                                       |
| 11 januari African Championship of Nations Groep A № 473 «onderlinge duels» 20:00 uur | Mali                                   | 2 – 1 | Nigeria         | Groenpuntstadion, Kaapstad Toeschouwers: 14.000 Scheidsrechter: Bernard Camille (SEY) |
| 11 januari African Championship of Nations Groep A № 473 «onderlinge duels» 20:00 uur | Abdoulaye Sissoko 18' Adama Traoré 50' |       | 54' Fuad Salami | Groenpuntstadion, Kaapstad Toeschouwers: 14.000 Scheidsrechter: Bernard Camille (SEY) |

|                                                                                       |                           |       |                       |                                                                                     |
| 15 januari African Championship of Nations Groep A № 474 «onderlinge duels» 17:00 uur | Zuid-Afrika               | 1 – 1 | Mali                  | Groenpuntstadion, Kaapstad Toeschouwers: 20.000 Scheidsrechter: Mal Mohamadou (CMR) |
| 15 januari African Championship of Nations Groep A № 474 «onderlinge duels» 17:00 uur | Bernard Parker 25' (pen.) |       | 54' Ibourahima Sidibé | Groenpuntstadion, Kaapstad Toeschouwers: 20.000 Scheidsrechter: Mal Mohamadou (CMR) |

|                                                                                       |                             |       |                                                   |                                                                                    |
| 19 januari African Championship of Nations Groep A № 475 «onderlinge duels» 17:00 uur | Mozambique                  | 1 – 2 | Mali                                              | Athlonestadion, Kaapstad Toeschouwers: 1.000 Scheidsrechter: Mutaz Khairalla (SUD) |
| 19 januari African Championship of Nations Groep A № 475 «onderlinge duels» 17:00 uur | Josemar Tiago Machaisse 38' |       | 48' Ibourahima Sidibé 90+3' (pen.) Idrissa Traoré | Athlonestadion, Kaapstad Toeschouwers: 1.000 Scheidsrechter: Mutaz Khairalla (SUD) |

|                                                                                           |                      |       |                                          |                                                                                          |
| 25 januari African Championship of Nations Kwartfinale № 476 «onderlinge duels» 18:30 uur | Mali                 | 1 – 2 | Zimbabwe                                 | Groenpuntstadion, Kaapstad Toeschouwers: 12.000 Scheidsrechter: Aboubacar Bangoura (GUI) |
| 25 januari African Championship of Nations Kwartfinale № 476 «onderlinge duels» 18:30 uur | Hamidou Sinayoko 89' |       | 11' Simba Sithole 56' Kudakwashe Mahachi | Groenpuntstadion, Kaapstad Toeschouwers: 12.000 Scheidsrechter: Aboubacar Bangoura (GUI) |

|  |  |  |  |  |  |  |  |  |

|                                                              |                |       |                    |                                                                                             |
| 5 maart Vriendschappelijk № 477 «onderlinge duels» 16:00 uur | Senegal        | 1 – 1 | Mali               | Stade Municipal Saint-Leu-la-Forêt, Saint-Leu-la-Forêt Scheidsrechter: Antony Gautier (FRA) |
| 5 maart Vriendschappelijk № 477 «onderlinge duels» 16:00 uur | Sadio Mané 61' |       | 73' Cheick Diabaté | Stade Municipal Saint-Leu-la-Forêt, Saint-Leu-la-Forêt Scheidsrechter: Antony Gautier (FRA) |

|                                                             |                |       |                                           |                                                                            |
| 25 mei Vriendschappelijk № 478 «onderlinge duels» 17:00 uur | Mali           | 1 – 2 | Guinee                                    | Stade Olympique Yves-du-Manoir, Parijs Scheidsrechter: Benoît Millot (FRA) |
| 25 mei Vriendschappelijk № 478 «onderlinge duels» 17:00 uur | Bakary Sako 8' |       | 28' Guy Landel 70' (pen.) Mohamed Yattara | Stade Olympique Yves-du-Manoir, Parijs Scheidsrechter: Benoît Millot (FRA) |

|                                                             |                                   |       |                    |                                                                                   |
| 31 mei Vriendschappelijk № 479 «onderlinge duels» 16:00 uur | Kroatië                           | 2 – 1 | Mali               | Stadion Gradski vrt, Osijek Toeschouwers: 16.000 Scheidsrechter: István Vad (HUN) |
| 31 mei Vriendschappelijk № 479 «onderlinge duels» 16:00 uur | Ivan Perišić 15' Ivan Perišić 63' |       | 79' Kalilou Traoré | Stadion Gradski vrt, Osijek Toeschouwers: 16.000 Scheidsrechter: István Vad (HUN) |

|                                                              |             |       |                                                          |                                                                         |
| 29 juni Vriendschappelijk № 480 «onderlinge duels» 18:30 uur | China       | 1 – 3 | Mali                                                     | Shenzhenstadion, Shenzhen Scheidsrechter: Nagor Amir Noor Mohamed (MAS) |
| 29 juni Vriendschappelijk № 480 «onderlinge duels» 18:30 uur | Gao Lin 75' |       | 37' Mohamed Traoré 67' Boubacar Sylla 90' Mamadou Sidibé | Shenzhenstadion, Shenzhen Scheidsrechter: Nagor Amir Noor Mohamed (MAS) |

|                                                                             |                                      |       |        |                                                            |
| 7 september Kwalificatie AK 2015 Groep B № 481 «onderlinge duels» 17:00 uur | Mali                                 | 2 – 0 | Malawi | Stade du 26 mars, Bamako Scheidsrechter: Joshua Amao (NGR) |
| 7 september Kwalificatie AK 2015 Groep B № 481 «onderlinge duels» 17:00 uur | Bakary Sako 52' Cheick Diabaté 90+2' |       |        | Stade du 26 mars, Bamako Scheidsrechter: Joshua Amao (NGR) |

|                                                                              |                  |       |      |                                                                                      |
| 10 september Kwalificatie AK 2015 Groep B № 482 «onderlinge duels» 20:30 uur | Algerije         | 1 – 0 | Mali | Stade Mustapha Tchaker, Blida Toeschouwers: 33.000 Scheidsrechter: Sidi Alioum (CMR) |
| 10 september Kwalificatie AK 2015 Groep B № 482 «onderlinge duels» 20:30 uur | Carl Medjani 83' |       |      | Stade Mustapha Tchaker, Blida Toeschouwers: 33.000 Scheidsrechter: Sidi Alioum (CMR) |

|                                                                            |          |                                         |      |                                                                          |
| 11 oktober Kwalificatie AK 2015 Groep B № 483 «onderlinge duels» 16:00 uur | Ethiopië | 0 – 2                                   | Mali | Addis Abebastadion, Addis Abeba Scheidsrechter: Mohamed Said Kordi (TUN) |
| 11 oktober Kwalificatie AK 2015 Groep B № 483 «onderlinge duels» 16:00 uur |          | 33' Abdoulaye Diaby 60' Sambou Yatabaré |      | Addis Abebastadion, Addis Abeba Scheidsrechter: Mohamed Said Kordi (TUN) |

|                                                                            |                                       |       |                                                        |                                                                    |
| 11 oktober Kwalificatie AK 2015 Groep B № 484 «onderlinge duels» 19:00 uur | Mali                                  | 2 – 3 | Ethiopië                                               | Stade du 26 mars, Bamako Scheidsrechter: Hamada Nampiandraza (MAD) |
| 11 oktober Kwalificatie AK 2015 Groep B № 484 «onderlinge duels» 19:00 uur | Bakary Sako 31' Mustapha Yatabaré 68' |       | 35' Oumed Oukri 45' Getaneh Kebede 90+1' Butako Abebaw | Stade du 26 mars, Bamako Scheidsrechter: Hamada Nampiandraza (MAD) |

|                                                                             |                                       |       |      |                                                              |
| 15 november Kwalificatie AK 2015 Groep B № 485 «onderlinge duels» 13:30 uur | Malawi                                | 2 – 0 | Mali | Kamuzustadion, Blantyre Scheidsrechter: Hudu Munyemana (RWA) |
| 15 november Kwalificatie AK 2015 Groep B № 485 «onderlinge duels» 13:30 uur | Robert Ng'ambi 64' Essau Kanyenda 85' |       |      | Kamuzustadion, Blantyre Scheidsrechter: Hudu Munyemana (RWA) |

|                                                                             |                                               |       |          |                                                                                    |
| 19 november Kwalificatie AK 2015 Groep B № 486 «onderlinge duels» 16:00 uur | Mali                                          | 2 – 0 | Algerije | Stade du 26 mars, Bamako Toeschouwers: 27.000 Scheidsrechter: Joseph Lamptey (GHA) |
| 19 november Kwalificatie AK 2015 Groep B № 486 «onderlinge duels» 16:00 uur | Seydou Keita 28' (pen.) Mustapha Yatabaré 51' |       |          | Stade du 26 mars, Bamako Toeschouwers: 27.000 Scheidsrechter: Joseph Lamptey (GHA) |

### 2015
|                                                                 |      |                                                              |             | |
| 14 januari Vriendschappelijk № 487 «onderlinge duels» 16:00 uur | Mali | 0 – 3                                                        | Zuid-Afrika | Stade Augustin Monédan de Sibang, Libreville Toeschouwers: 5.000 Scheidsrechter: Yves Roponat (GAB) |
| 14 januari Vriendschappelijk № 487 «onderlinge duels» 16:00 uur |      | 37' Thulani Hlatshwayo 82' Sibusiso Vilakazi 85' Dean Furman |             | Stade Augustin Monédan de Sibang, Libreville Toeschouwers: 5.000 Scheidsrechter: Yves Roponat (GAB) |

| Afrikaans kampioenschap voetbal 2015 |
| ------------------------------------ |

|                                                                               |                     |       |                     |                                                                     |
| 20 januari Afrikaans kampioenschap Groep D № 488 «onderlinge duels» 19:00 uur | Mali                | 1 – 1 | Kameroen            | Nuevo Estadio de Malabo, Malabo Scheidsrechter: Janny Sikazwe (ZAM) |
| 20 januari Afrikaans kampioenschap Groep D № 488 «onderlinge duels» 19:00 uur | Sambou Yatabaré 71' |       | 84' Ambroise Oyongo | Nuevo Estadio de Malabo, Malabo Scheidsrechter: Janny Sikazwe (ZAM) |

|                                                                               |                |       |                |                                                                                              |
| 24 januari Afrikaans kampioenschap Groep D № 489 «onderlinge duels» 17:00 uur | Ivoorkust      | 1 – 1 | Mali           | Nuevo Estadio de Malabo, Malabo Toeschouwers: 14.890 Scheidsrechter: Bouchaïb El Ahrach (MAR |
| 24 januari Afrikaans kampioenschap Groep D № 489 «onderlinge duels» 17:00 uur | Max Gradel 86' |       | 7' Bakary Sako | Nuevo Estadio de Malabo, Malabo Toeschouwers: 14.890 Scheidsrechter: Bouchaïb El Ahrach (MAR |

|                                                                               |                           |       |                  |                                                                                          |
| 28 januari Afrikaans kampioenschap Groep D № 490 «onderlinge duels» 18:00 uur | Guinee                    | 1 – 1 | Mali             | Estadio de Mongomo, Mongomo Toeschouwers: 13.470 Scheidsrechter: Mohamed Said Kordi (TUN |
| 28 januari Afrikaans kampioenschap Groep D № 490 «onderlinge duels» 18:00 uur | Kévin Constant 14' (pen.) |       | 47' Modibo Maïga | Estadio de Mongomo, Mongomo Toeschouwers: 13.470 Scheidsrechter: Mohamed Said Kordi (TUN |

|  |  |  |  |  |  |  |  |  |

|                                                               | |       |                                                |                                                                                       |
| 25 maart Vriendschappelijk № 491 «onderlinge duels» 18:00 uur | Gabon                                                                                                 | 4 – 3 | Mali                                           | Stade Pierre-Brisson, Beauvais Toeschouwers: 1.200 Scheidsrechter: Ruddy Buquet (FRA) |
| 25 maart Vriendschappelijk № 491 «onderlinge duels» 18:00 uur | Malick Evouna 36' Pierre-Emerick Aubameyang 63' (pen.) Pierre-Emerick Aubameyang 65' Bruno Écuélé 90' |       | 5' Molla Wague 57' Molla Wague 82' Bakary Sako | Stade Pierre-Brisson, Beauvais Toeschouwers: 1.200 Scheidsrechter: Ruddy Buquet (FRA) |

|                                                               |                            |       |                        |                                                                               |
| 31 maart Vriendschappelijk № 492 «onderlinge duels» 19:30 uur | Ghana                      | 1 – 1 | Mali                   | Stade Charléty, Parijs Toeschouwers: 2.000 Scheidsrechter: Saïd Ennjimi (FRA) |
| 31 maart Vriendschappelijk № 492 «onderlinge duels» 19:30 uur | Emmanuel Agyemang-Badu 52' |       | 71' (pen.) Bakary Sako | Stade Charléty, Parijs Toeschouwers: 2.000 Scheidsrechter: Saïd Ennjimi (FRA) |

|                                                             |                                 |       |                                     |                                                   |
| 6 juni Vriendschappelijk № 493 «onderlinge duels» 15:00 uur | Mali                            | 2 – 2 | Libië                               | Centre Sportif de Maâmora, Salé Toeschouwers: 100 |
| 6 juni Vriendschappelijk № 493 «onderlinge duels» 15:00 uur | Cheick Diarra 23' Samba Sow 57' |       | 16' Rowayd Hamid 74' Moayed Al-Lafi | Centre Sportif de Maâmora, Salé Toeschouwers: 100 |

|                                                                         |                                      |       |             |                                                                    |
| 13 juni Kwalificatie AK 2017 Groep C № 494 «onderlinge duels» 20:00 uur | Mali                                 | 2 – 0 | Zuid-Soedan | Stade du 26 mars, Bamako Scheidsrechter: Joshua Opeyemi Amao (NGR) |
| 13 juni Kwalificatie AK 2017 Groep C № 494 «onderlinge duels» 20:00 uur | Modibo Maïga 17' Salif Coulibaly 29' |       |             | Stade du 26 mars, Bamako Scheidsrechter: Joshua Opeyemi Amao (NGR) |

|                                                                   |                   |       |                 |                                                                                |
| 20 juni Kwalificatie CHAN 2016 № 495 «onderlinge duels» 16:30 uur | Guinee-Bissau     | 1 – 1 | Mali            | Estádio Nacional 24 de Setembro, Bissau Scheidsrechter: Maguette N'Diaye (SEN) |
| 20 juni Kwalificatie CHAN 2016 № 495 «onderlinge duels» 16:30 uur | Walin da Costa 5' |       | 19' Ismaël Koné | Estádio Nacional 24 de Setembro, Bissau Scheidsrechter: Maguette N'Diaye (SEN) |

|                                                                  |                                                           |       |                |                                                                                        |
| 5 juli Kwalificatie CHAN 2016 № 496 «onderlinge duels» 18:00 uur | Mali                                                      | 3 – 1 | Guinee-Bissau  | Stade Modibo Kéïta, Bamako Toeschouwers: 2.000 Scheidsrechter: Sekou Ahmed Toure (GUI) |
| 5 juli Kwalificatie CHAN 2016 № 496 «onderlinge duels» 18:00 uur | Boubacar Diarra 36' Ismaël Koné 75' Abdoulaye Sissoko 85' |       | 11' Fati Malam | Stade Modibo Kéïta, Bamako Toeschouwers: 2.000 Scheidsrechter: Sekou Ahmed Toure (GUI) |

|                                                                             |                        |       |                     |                                                                |
| 6 september Kwalificatie AK 2017 Groep C № 497 «onderlinge duels» 16:00 uur | Benin                  | 1 – 1 | Mali                | Estadio de Bata, Bata Scheidsrechter: Eric Otogo-Castane (GAB) |
| 6 september Kwalificatie AK 2017 Groep C № 497 «onderlinge duels» 16:00 uur | Stéphane Sessègnon 33' |       | 19' Abdoulaye Diaby | Estadio de Bata, Bata Scheidsrechter: Eric Otogo-Castane (GAB) |

|                                                                   |                    |       |                                                                        |                                                                                |
| 9 oktober Kwalificatie AK 2017 № 498 «onderlinge duels» 19:45 uur | Burkina Faso       | 1 – 4 | Mali                                                                   | Stade de l'Aube, Troyes Toeschouwers: 1.514 Scheidsrechter: Saïd Ennjimi (FRA) |
| 9 oktober Kwalificatie AK 2017 № 498 «onderlinge duels» 19:45 uur | Aristide Bancé 21' |       | 7' Bakary Sako 18' (pen.) Bakary Sako 52' Modibo Maïga 67' Molla Wague | Stade de l'Aube, Troyes Toeschouwers: 1.514 Scheidsrechter: Saïd Ennjimi (FRA) |

|                                                                      |                                           |       |                              |                                                                |
| 18 oktober Kwalificatie CHAN 2016 № 499 «onderlinge duels» 18:00 uur | Mali                                      | 2 – 1 | Mauritanië                   | Stade du 26 mars, Bamako Scheidsrechter: Mohamed Benouza (ALG) |
| 18 oktober Kwalificatie CHAN 2016 № 499 «onderlinge duels» 18:00 uur | Aly Abeid 68' (e.d.) Abdoulaye Diarra 90' |       | 9' (pen.) Taghiyoullah Denna | Stade du 26 mars, Bamako Scheidsrechter: Mohamed Benouza (ALG) |

|                                                                      |                   |       |                    |                                                                           |
| 24 oktober Kwalificatie CHAN 2016 № 500 «onderlinge duels» 17:00 uur | Mauritanië        | 1 – 1 | Mali               | Stade Olympique Nouakchott, Nouakchott Scheidsrechter: Manuel Timas (CPV) |
| 24 oktober Kwalificatie CHAN 2016 № 500 «onderlinge duels» 17:00 uur | Mamadou Niass 45' |       | 5' Moussa Bagayoko | Stade Olympique Nouakchott, Nouakchott Scheidsrechter: Manuel Timas (CPV) |

|                                                                                  |                                        |       |               |                                                                                             |
| 14 november Kwalificatie WK 2018 Tweede ronde № 501 «onderlinge duels» 17:00 uur | Botswana                               | 2 – 1 | Mali          | New Francistown Stadium, Francistown Toeschouwers: 26.223 Scheidsrechter: Ade Adelaid (COM) |
| 14 november Kwalificatie WK 2018 Tweede ronde № 501 «onderlinge duels» 17:00 uur | Tapiwa Gadibolae 13' Joel Mogorosi 23' |       | 57' Samba Sow | New Francistown Stadium, Francistown Toeschouwers: 26.223 Scheidsrechter: Ade Adelaid (COM) |

|                                                                                  |                                           |       |          |                                                                                         |
| 17 november Kwalificatie WK 2018 Tweede ronde № 502 «onderlinge duels» 19:00 uur | Mali                                      | 2 – 0 | Botswana | Stade du 26 mars, Bamako Toeschouwers: 15.000 Scheidsrechter: Lemghaifry Ould Ali (MTN) |
| 17 november Kwalificatie WK 2018 Tweede ronde № 502 «onderlinge duels» 19:00 uur | Cheick Diabaté 10' (pen.) Bakary Sako 29' |       |          | Stade du 26 mars, Bamako Toeschouwers: 15.000 Scheidsrechter: Lemghaifry Ould Ali (MTN) |

### 2016
| African Championship of Nations 2016 |
| ------------------------------------ |

|                                                                                       |                                      |       |                                          |                                                                                      |
| 19 januari African Championship of Nations Groep D № 503 «onderlinge duels» 18:00 uur | Mali                                 | 2 – 2 | Oeganda                                  | Umugandastadion, Gisenyi Toeschouwers: 5.000 Scheidsrechter: Mehdi Abid Charef (ALG) |
| 19 januari African Championship of Nations Groep D № 503 «onderlinge duels» 18:00 uur | Sekou Koita 24' Hamidou Sinayoko 60' |       | 12' Joseph Ochaya 41' (pen.) Farouk Miya | Umugandastadion, Gisenyi Toeschouwers: 5.000 Scheidsrechter: Mehdi Abid Charef (ALG) |

|                                                                                       |          |                    |      |                                                              |
| 23 januari African Championship of Nations Groep D № 504 «onderlinge duels» 15:00 uur | Zimbabwe | 0 – 1              | Mali | Umugandastadion, Gisenyi Scheidsrechter: Davies Omweno (KEN) |
| 23 januari African Championship of Nations Groep D № 504 «onderlinge duels» 15:00 uur |          | 82' Moussa Sissoko |      | Umugandastadion, Gisenyi Scheidsrechter: Davies Omweno (KEN) |

|                                                                                       |        |       |      |                                                              |
| 27 januari African Championship of Nations Groep D № 505 «onderlinge duels» 16:00 uur | Zambia | 0 – 0 | Mali | Nyamirambostadion, Kigali Scheidsrechter: Ibrahim Nour (EGY) |
| 27 januari African Championship of Nations Groep D № 505 «onderlinge duels» 16:00 uur |        |       |      | Nyamirambostadion, Kigali Scheidsrechter: Ibrahim Nour (EGY) |

|                                                                                           |                        |       |                                            |                                                                                         |
| 31 januari African Championship of Nations Kwartfinale № 506 «onderlinge duels» 15:00 uur | Tunesië                | 1 – 2 | Mali                                       | Nyamirambostadion, Kigali Toeschouwers: 6.500 Scheidsrechter: Hamada Nampiandraza (MAD) |
| 31 januari African Championship of Nations Kwartfinale № 506 «onderlinge duels» 15:00 uur | Mohamed Ali Moncer 14' |       | 71' (pen.) Alou Dieng 80' Abdoulaye Diarra | Nyamirambostadion, Kigali Toeschouwers: 6.500 Scheidsrechter: Hamada Nampiandraza (MAD) |

|                                                                                            |                   |       |           |                                                                                  |
| 4 februari African Championship of Nations Halve finale № 507 «onderlinge duels» 16:00 uur | Mali              | 1 – 0 | Ivoorkust | Nyamirambostadion, Kigali Toeschouwers: 9.000 Scheidsrechter: Ibrahim Nour (EGY) |
| 4 februari African Championship of Nations Halve finale № 507 «onderlinge duels» 16:00 uur | Yves Bissouma 89' |       |           | Nyamirambostadion, Kigali Toeschouwers: 9.000 Scheidsrechter: Ibrahim Nour (EGY) |

|                                                                                      |                                                        |       |      |                                                                                  |
| 7 februari African Championship of Nations Finale № 508 «onderlinge duels» 18:30 uur | Congo-Kinshasa                                         | 3 – 0 | Mali | Amahorostadion, Kigali Toeschouwers: 28.000 Scheidsrechter: Daniel Bennett (RSA) |
| 7 februari African Championship of Nations Finale № 508 «onderlinge duels» 18:30 uur | Meschak Eila 29' Meschak Eila 62' Jonathan Bolingi 73' |       |      | Amahorostadion, Kigali Toeschouwers: 28.000 Scheidsrechter: Daniel Bennett (RSA) |

|  |  |  |  |  |  |  |  |  |

|                                                                          |                 |       |                    |                                                                   |
| 25 maart Kwalificatie AK 2017 Groep G № 509 «onderlinge duels» 19:00 uur | Mali            | 1 – 0 | Equatoriaal-Guinea | Stade Mustapha Tchaker, Blida Scheidsrechter: Denis Dembélé (CIV) |
| 25 maart Kwalificatie AK 2017 Groep G № 509 «onderlinge duels» 19:00 uur | Molla Wague 81' |       |                    | Stade Mustapha Tchaker, Blida Scheidsrechter: Denis Dembélé (CIV) |

|                                                                          |                    |                       |      |                                                                       |
| 28 maart Kwalificatie AK 2017 Groep G № 510 «onderlinge duels» 17:00 uur | Equatoriaal-Guinea | 0 – 1                 | Mali | Nuevo Estadio de Malabo, Malabo Scheidsrechter: Bernard Camille (SEY) |
| 28 maart Kwalificatie AK 2017 Groep G № 510 «onderlinge duels» 17:00 uur |                    | 89' Mustapha Yatabaré |      | Nuevo Estadio de Malabo, Malabo Scheidsrechter: Bernard Camille (SEY) |

|                                                             |                       |       |      |                                                                                              |
| 27 mei Vriendschappelijk № 511 «onderlinge duels» 18:00 uur | Nigeria               | 1 – 0 | Mali | Stade Robert Diochon, Le Petit-Quevilly Toeschouwers: 500 Scheidsrechter: Ruddy Buquet (FRA) |
| 27 mei Vriendschappelijk № 511 «onderlinge duels» 18:00 uur | Kelechi Iheanacho 77' |       |      | Stade Robert Diochon, Le Petit-Quevilly Toeschouwers: 500 Scheidsrechter: Ruddy Buquet (FRA) |

|                                                                        |             |                                                         |      |                                                              |
| 4 juni Kwalificatie AK 2017 Groep C № 512 «onderlinge duels» 17:30 uur | Zuid-Soedan | 0 – 3                                                   | Mali | Djoebastadion, Djoeba Scheidsrechter: Djamal Aden Abdi (DJI) |
| 4 juni Kwalificatie AK 2017 Groep C № 512 «onderlinge duels» 17:30 uur |             | 38' Abdoulaye Diaby 47' Modibo Maïga 59' Moussa Doumbia |      | Djoebastadion, Djoeba Scheidsrechter: Djamal Aden Abdi (DJI) |

|                                                                             |                                                                                               |       |                                               |                                                             |
| 4 september Kwalificatie AK 2017 Groep C № 513 «onderlinge duels» 17:30 uur | Mali                                                                                          | 5 – 2 | Benin                                         | Stade du 26 mars, Bamako Scheidsrechter: Gehad Grisha (EGY) |
| 4 september Kwalificatie AK 2017 Groep C № 513 «onderlinge duels» 17:30 uur | Sambou Yatabaré 20' Abdoulaye Diaby 36' Moussa Marega 39' Adama Traoré 65' Moussa Doumbia 80' |       | 40' Frédéric Gounongbe 90' Stéphane Sessègnon | Stade du 26 mars, Bamako Scheidsrechter: Gehad Grisha (EGY) |

|                                                                   |                                                             |       |                     |                                                            |
| 8 oktober Kwalificatie WK 2018 № 514 «onderlinge duels» 18:00 uur | Ivoorkust                                                   | 3 – 1 | Mali                | Stade de Bouaké, Bouaké Scheidsrechter: Joshua Bondo (BOT) |
| 8 oktober Kwalificatie WK 2018 № 514 «onderlinge duels» 18:00 uur | Jonathan Kodjia 26' Salif Coulibaly 31' (e.d.) Gervinho 34' |       | 18' Sambou Yatabaré | Stade de Bouaké, Bouaké Scheidsrechter: Joshua Bondo (BOT) |

|                                                                     |      |       |       |                                                              |
| 12 november Kwalificatie WK 2018 № 515 «onderlinge duels» 17:30 uur | Mali | 0 – 0 | Gabon | Stade du 26 mars, Bamako Scheidsrechter: Janny Sikazwe (ZAM) |
| 12 november Kwalificatie WK 2018 № 515 «onderlinge duels» 17:30 uur |      |       |       | Stade du 26 mars, Bamako Scheidsrechter: Janny Sikazwe (ZAM) |

### 2017
|                                                                |                       |       |                                        |                                                                                           |
| 7 januari Vriendschappelijk № 516 «onderlinge duels» 16:00 uur | Mali                  | 1 – 2 | Burkina Faso                           | Stade de Marrakech, Marrakech Toeschouwers: 0 Scheidsrechter: Noureddine El Jaafari (MAR) |
| 7 januari Vriendschappelijk № 516 «onderlinge duels» 16:00 uur | Mustapha Yatabaré 68' |       | 41' Jonathan Zongo 57' Bertrand Traoré | Stade de Marrakech, Marrakech Toeschouwers: 0 Scheidsrechter: Noureddine El Jaafari (MAR) |

| Afrikaans kampioenschap |
| ----------------------- |

|                                                                               |      |       |        |                                                                        |
| 17 januari Afrikaans kampioenschap Groep D № 517 «onderlinge duels» 20:00 uur | Mali | 0 – 0 | Egypte | Stade de Port-Gentil, Port-Gentil Scheidsrechter: Daniel Bennett (RSA) |
| 17 januari Afrikaans kampioenschap Groep D № 517 «onderlinge duels» 20:00 uur |      |       |        | Stade de Port-Gentil, Port-Gentil Scheidsrechter: Daniel Bennett (RSA) |

|                                                                               |                  |       |      |                                                                           |
| 21 januari Afrikaans kampioenschap Groep D № 518 «onderlinge duels» 17:00 uur | Ghana            | 1 – 0 | Mali | Stade de Port-Gentil, Port-Gentil Scheidsrechter: Mehdi Abid Charef (ALG) |
| 21 januari Afrikaans kampioenschap Groep D № 518 «onderlinge duels» 17:00 uur | Asamoah Gyan 21' |       |      | Stade de Port-Gentil, Port-Gentil Scheidsrechter: Mehdi Abid Charef (ALG) |

|                                                                               |                 |       |                   |                                                              |
| 25 januari Afrikaans kampioenschap Groep D № 519 «onderlinge duels» 20:00 uur | Oeganda         | 1 – 1 | Mali              | Stade d'Oyem, Oyem Scheidsrechter: Lemghaifry Ould Ali (MTN) |
| 25 januari Afrikaans kampioenschap Groep D № 519 «onderlinge duels» 20:00 uur | Farouk Miya 70' |       | 73' Yves Bissouma | Stade d'Oyem, Oyem Scheidsrechter: Lemghaifry Ould Ali (MTN) |

|  |  |  |  |  |  |  |  |  |

|                                                                         |                                        |       |                  |                                                               |
| 10 juni Kwalificatie AK 2019 Groep C № 520 «onderlinge duels» 19:00 uur | Mali                                   | 2 – 1 | Gabon            | Stade du 26 Mars, Bamako Scheidsrechter: Daniel Bennett (RSA) |
| 10 juni Kwalificatie AK 2019 Groep C № 520 «onderlinge duels» 19:00 uur | Kalifa Coulibaly 54' Yves Bissouma 57' |       | 3' Denis Bouanga | Stade du 26 Mars, Bamako Scheidsrechter: Daniel Bennett (RSA) |

|                                                                       |                                     |       |                                       |                                                                     |
| 12 augustus Kwalificatie CHAN 2018 № 521 «onderlinge duels» 17:00 uur | Mauritanië                          | 2 – 2 | Mali                                  | Stade Olympique, Nouakchott Scheidsrechter: Sékou Ahmed Touré (GUI) |
| 12 augustus Kwalificatie CHAN 2018 № 521 «onderlinge duels» 17:00 uur | Abdoulaye Gaye 11' Moussa Samba 18' |       | 1' Mandala Konté 22' Aboubacar Diarra | Stade Olympique, Nouakchott Scheidsrechter: Sékou Ahmed Touré (GUI) |

|                                                                       |      |                    |            |                                                                      |
| 19 augustus Kwalificatie CHAN 2018 № 522 «onderlinge duels» 16:30 uur | Mali | 0 – 1              | Mauritanië | Stade Modibo Kéïta, Bamako Scheidsrechter: Ibrahim Nour El Din (EGY) |
| 19 augustus Kwalificatie CHAN 2018 № 522 «onderlinge duels» 16:30 uur |      | 28' Abdoulaye Gaye |            | Stade Modibo Kéïta, Bamako Scheidsrechter: Ibrahim Nour El Din (EGY) |

|                                                                             | |       |      |                                                                                     |
| 1 september Kwalificatie WK 2018 Groep C № 523 «onderlinge duels» 21:00 uur | Marokko | 6 – 0 | Mali | Stade Moulay Abdallah, Rabat Toeschouwers: 42.000 Scheidsrechter: Sidi Alioum (CMR) |
| 1 september Kwalificatie WK 2018 Groep C № 523 «onderlinge duels» 21:00 uur | Hakim Ziyech 19' (pen.) Khalid Boutaïb 27' Hakim Ziyech 61' Achraf Hakimi 72' Fayçal Fajr 86' Mimoun Mahi 88' |       |      | Stade Moulay Abdallah, Rabat Toeschouwers: 42.000 Scheidsrechter: Sidi Alioum (CMR) |

|                                                                             |      |       |         |                                                                                         |
| 5 september Kwalificatie WK 2018 Groep C № 524 «onderlinge duels» 19:00 uur | Mali | 0 – 0 | Marokko | Stade du 26 Mars, Bamako Toeschouwers: 20.000 Scheidsrechter: Hamada Nampiandraza (MAD) |
| 5 september Kwalificatie WK 2018 Groep C № 524 «onderlinge duels» 19:00 uur |      |       |         | Stade du 26 Mars, Bamako Toeschouwers: 20.000 Scheidsrechter: Hamada Nampiandraza (MAD) |

|                                                                               |                                                     |       |                  |                                                                  |
| 11 september WAFU Nations Cup Eerste ronde № 525 «onderlinge duels» 15:00 uur | Mali                                                | 3 – 1 | Mauritanië       | Cape Coaststadion, Cape Coast Scheidsrechter: Daouda Gueye (SEN) |
| 11 september WAFU Nations Cup Eerste ronde № 525 «onderlinge duels» 15:00 uur | Mandala Konte 30' Moussa Kone 88' Moussa Kone 90+1' |       | 36' Samba Cheikh | Cape Coaststadion, Cape Coast Scheidsrechter: Daouda Gueye (SEN) |

|                                                                          |      |       |         |                                                                           |
| 14 september WAFU Nations Cup Groep 1 № 526 «onderlinge duels» 15:00 uur | Mali | 0 – 0 | Nigeria | Cape Coaststadion, Cape Coast Scheidsrechter: Kouassi Fredéric Biro (CIV) |
| 14 september WAFU Nations Cup Groep 1 № 526 «onderlinge duels» 15:00 uur |      |       |         | Cape Coaststadion, Cape Coast Scheidsrechter: Kouassi Fredéric Biro (CIV) |

|                                                                             |                      |       |      |                                                                 |
| 16 september WAFU Cup of Nations Groep 1 № 527 «onderlinge duels» 18:00 uur | Ghana                | 1 – 0 | Mali | Cape Coaststadion, Cape Coast Scheidsrechter: Jerry Yekeh (LBR) |
| 16 september WAFU Cup of Nations Groep 1 № 527 «onderlinge duels» 18:00 uur | Winnful Cobbinah 73' |       |      | Cape Coaststadion, Cape Coast Scheidsrechter: Jerry Yekeh (LBR) |

|                                                                             |                     |       |                             |                                                              |
| 18 september WAFU Cup of Nations Groep 1 № 528 «onderlinge duels» 18:00 uur | Guinee              | 1 – 1 | Mali                        | Nduomstadion, Elmina Scheidsrechter: Boukari Ouedraogo (BUR) |
| 18 september WAFU Cup of Nations Groep 1 № 528 «onderlinge duels» 18:00 uur | Abdoulaye Camara 7' |       | 78' (e.d.) Abdoulaye Camara | Nduomstadion, Elmina Scheidsrechter: Boukari Ouedraogo (BUR) |

|                                                                           |      |       |           |                                                                                               |
| 6 oktober Kwalificatie WK 2018 Groep C № 529 «onderlinge duels» 19:00 uur | Mali | 0 – 0 | Ivoorkust | Stade du 26 Mars, Bamako Toeschouwers: 8.960 Scheidsrechter: Hélder Martins de Carvalho (ANG) |
| 6 oktober Kwalificatie WK 2018 Groep C № 529 «onderlinge duels» 19:00 uur |      |       |           | Stade du 26 Mars, Bamako Toeschouwers: 8.960 Scheidsrechter: Hélder Martins de Carvalho (ANG) |

|                                                                             |       |       |      |                                                                                          |
| 11 november Kwalificatie WK 2018 Groep C № 530 «onderlinge duels» 15:30 uur | Gabon | 0 – 0 | Mali | Stade de Franceville, Franceville Toeschouwers: 8.700 Scheidsrechter: Gehad Grisha (EGY) |
| 11 november Kwalificatie WK 2018 Groep C № 530 «onderlinge duels» 15:30 uur |       |       |      | Stade de Franceville, Franceville Toeschouwers: 8.700 Scheidsrechter: Gehad Grisha (EGY) |

### 2018
|                                                               |                      |       |                            |                                                                                         |
| 23 maart Vriendschappelijk № 531 «onderlinge duels» 20:20 uur | Japan                | 1 – 1 | Mali                       | Maurice Dufrasnestadion, Luik Toeschouwers: 1.424 Scheidsrechter: Erik Lambrechts (BEL) |
| 23 maart Vriendschappelijk № 531 «onderlinge duels» 20:20 uur | Shoya Nakajima 90+5' |       | 44' (pen.) Abdoulaye Diaby | Maurice Dufrasnestadion, Luik Toeschouwers: 1.424 Scheidsrechter: Erik Lambrechts (BEL) |

FMF · A-internationals · Bondscoaches · Malinees vrouwenelftal · Olympisch elftal
1960 – 1969 · 
1970 – 1979 · 
1980 – 1989 · 
1990 – 1999 · 
2000 – 2009 · 
2010 – 2019 · 
2020 – 2029
OS 2004
1962 · 
1963 · 
1964 · 
1965 · 
1966 · 
1967 · 
1968 · 
1969 · 
1970 · 
1971 · 
1972 · 
1973 · 
1974 · 
1975 · 
1976 · 
1977 · 
1978 · 
1979 · 
1980 · 
1981 · 
1982 · 
1983 · 
1984 · 
1985 · 
1986 · 
1987 · 
1988 · 
1989 · 
1990 · 
1991 · 
1992 · 
1993 · 
1994 · 
1995 · 
1996 · 
1997 · 
1998 · 
1999 · 
2000 · 
2001 · 
2002 · 
2003 · 
2004 · 
2005 · 
2006 · 
2007 · 
2008 · 
2009 · 
2010 · 
2011 · 
2012 · 
2013 · 
2014 ·
2015 ·
2016 ·
2017 ·
2018 ·
2019 ·
2020 ·
2021 ·
2022 ·
2023 ·
2024
Algerije · 
Angola · 
Benin · 
Botswana · 
Burkina Faso ·
Burundi · 
Centraal-Afrikaanse Republiek ·
China · 
Comoren ·
Congo-Brazzaville · 
Congo-Kinshasa · 
DDR · 
Egypte · 
Equatoriaal-Guinea · 
Eritrea · 
Ethiopië ·
Gabon · 
Gambia · 
Ghana · 
Guinee · 
Guinee-Bissau · 
Iran · 
Ivoorkust · 
Japan ·
Kaapverdië · 
Kameroen · 
Kenia · 
Koeweit · 
Kroatië ·
Liberia · 
Libië · 
Litouwen · 
Madagaskar · 
Malawi · 
Marokko ·
Mauritanië ·
Mozambique ·
Namibië ·
Niger ·
Nigeria ·
Noord-Korea ·
Oeganda ·
Oman ·
Qatar ·
Rwanda ·
Saoedi-Arabië ·
Senegal ·
Seychellen ·
Sierra Leone ·
Soedan ·
Swaziland ·
Togo ·
Tsjaad ·
Tunesië ·
Zambia ·
Zimbabwe ·
Zuid-Afrika ·
Zuid-Korea ·
Zuid-Soedan
AFC-zone: Afghanistan · Australië · Bahrein · Bangladesh · Bhutan · Brunei · Cambodja · China · Chinees Taipei · Filipijnen · Guam · Hongkong · India · Indonesië · Iran · Irak · Japan · Jemen · Jordanië · Koeweit · Kirgizië · Laos · Libanon · Macau · Maleisië · Maldiven · Mongolië · Myanmar · Nepal · Noord-Korea · Oezbekistan · Oman · Oost-Timor · Pakistan · Palestina · Qatar · Saoedi-Arabië · Singapore · Sri Lanka · Syrië · Tadjikistan · Thailand · Turkmenistan · Verenigde Arabische Emiraten · Vietnam · Zuid-Korea

CAF-zone: Algerije · Angola · Benin · Botswana · Burkina Faso · Burundi · Centraal-Afrikaanse Republiek · Comoren · Congo-Brazzaville · Congo-Kinshasa · Djibouti · Egypte · Equatoriaal-Guinea · Eritrea · Ethiopië · Gabon · Gambia · Ghana · Guinee · Guinee-Bissau · Ivoorkust · Kaapverdië · Kameroen · Kenia · Lesotho · Liberia · Libië · Madagaskar · Malawi · Mali · Mauritanië · Mauritius · Marokko · Mozambique · Namibië · Niger · Nigeria · Oeganda · Rwanda · Sao Tomé en Principe · Senegal · Seychellen · Sierra Leone · Soedan · Somalië · Swaziland · Tanzania · Togo · Tsjaad · Tunesië · Zambia · Zimbabwe · Zuid-Afrika · Zuid-Soedan 

CONCACAF-zone: Amerikaanse Maagdeneilanden · Anguilla · Antigua en Barbuda · Aruba · Bahama's · Barbados · Belize · Bermuda · Britse Maagdeneilanden · Canada · Kaaimaneilanden · Costa Rica · Cuba · Curaçao · Dominica · Dominicaanse Republiek · El Salvador · Frans Guyana · Grenada · Guadeloupe · Guatemala · Guyana · Haïti · Honduras · Jamaica · Martinique · Mexico · Montserrat · 
Nicaragua · Panama · Puerto Rico · Saint Kitts en Nevis · Saint Lucia · Saint Vincent en de Grenadines · Sint Maarten · Suriname · Trinidad en Tobago · Turks- en Caicoseilanden · Verenigde Staten

CONMEBOL-zone: Argentinië · Bolivia · Brazilië · Chili · Colombia · Ecuador · Paraguay · Peru · Uruguay · Venezuela

OFC-zone: Amerikaans-Samoa · Cookeilanden · Fiji · Nieuw-Caledonië · Nieuw-Zeeland · Papoea-Nieuw-Guinea · Samoa · Salomoneilanden · Tahiti · Tonga · Vanuatu

UEFA-zone: Albanië · Andorra · Armenië · Azerbeidzjan · België · Bosnië en Herzegovina · Bulgarije · Cyprus · Denemarken · Duitsland · Engeland · Estland · Faeröer · Finland · Frankrijk · Georgië · Gibraltar · Griekenland · Hongarije · IJsland · Ierland · Israël · Italië · Kazachstan · Kosovo · Kroatië · Letland · Liechtenstein · Litouwen · Luxemburg · Macedonië · Malta · Moldavië · Montenegro · Nederland · Noord-Ierland · Noorwegen · Oekraïne · Oostenrijk · Polen · Portugal · Roemenië · Rusland · San Marino · Schotland · Servië · Slovenië · Slowakije · Spanje · Tsjechië · Turkije · Wales · Wit-Rusland · Zweden · Zwitserland